# Saint-Pol-Roux
Pierre Paul Roux, beter bekend als Saint-Pol-Roux (Marseille, 15 januari 1861 - Brest 18 oktober 1940) was een Franse dichter en symbolist. 

## Biografie
Pierre Paul Roux werd  op 15 januari 1861 in Marseille geboren in een familie van industriëlen die keramische producten vervaardigde. In 1872, toen hij 11 jaar was, stuurden zijn ouders hem naar het college van Notre-Dame des Minimes in Lyon. Daar studeerde hij in 1880 af met een diploma bachelor in de Letteren.
In hetzelfde jaar ging hij voor één jaar in dienst bij het leger. 
Zijn eerste werk, "Raphaëlo de Pelgrim" uit 1880, een drama in drie bedrijven, toont aan dat hij zich toen reeds aangetrokken voelde door het theater.

### Parijse jaren
In 1882 verhuisde hij naar Parijs en begon "Rechten" te studeren. Hij maakte deze studies echter niet af. Ondertussen bezocht hij wel het "salon" van de Franse schrijver Stéphane Mallarmé die hij erg bewonderde. Dit salon stond bekend als "les Mardistes" omdat Mallarmé op dinsdag bijeenkomsten organiseerde. Met deze bijeenkomsten slaagde Mallarmé er in een belangrijke invloed uit te oefenen op een hele generatie van Franse schrijvers.
Saint-Pol-Roux werd in 1886 samen met onder andere Éphraïm Mikhaël en Pierre Quillard redacteur van een nieuw artistiek en literair tijdschrift "La Pléiade", dat 7 nummers telde in 1886 en nog eens 5 in 1889.  
Hij verwierf een zekere bekendheid, probeerde een paar pseudoniemen uit en schreef vanaf 1890 onder de naam “Saint-Pol-Roux". Hij was ondertussen gekend als lid van het symbolisme en kreeg een interview van de befaamde Jules Huret, gekend om zijn gesprekken met auteurs. Dit interview verscheen samen met die van tientallen andere grote Franse schrijvers, zoals Emile Zola, Guy de Maupassant, Maurice Maeterlinck, Anatole France, Paul Verlaine in het boek."Enquête sur l'évolution littéraire".
In 1891 ontmoette hij zijn toekomstige vrouw, Amélie Bélorgey (1869-1923). Ze gingen samenwonen en ze kregen spoedig twee zonen, Cœcilian en Lorédan.
Vanwege financiële problemen verliet Saint-Pol-Roux Parijs.

### Vrijwillige ballingschap
Zijn ballingschap bracht hem eerst naar Brussel, kort daarna vond hij een rustig toevluchtsoord in de bossen van de Ardennen in Poix-Saint-Hubert, in een landhuis "Les Forges". Hij voltooide er zijn theatertragedie "Dame met de zeis".

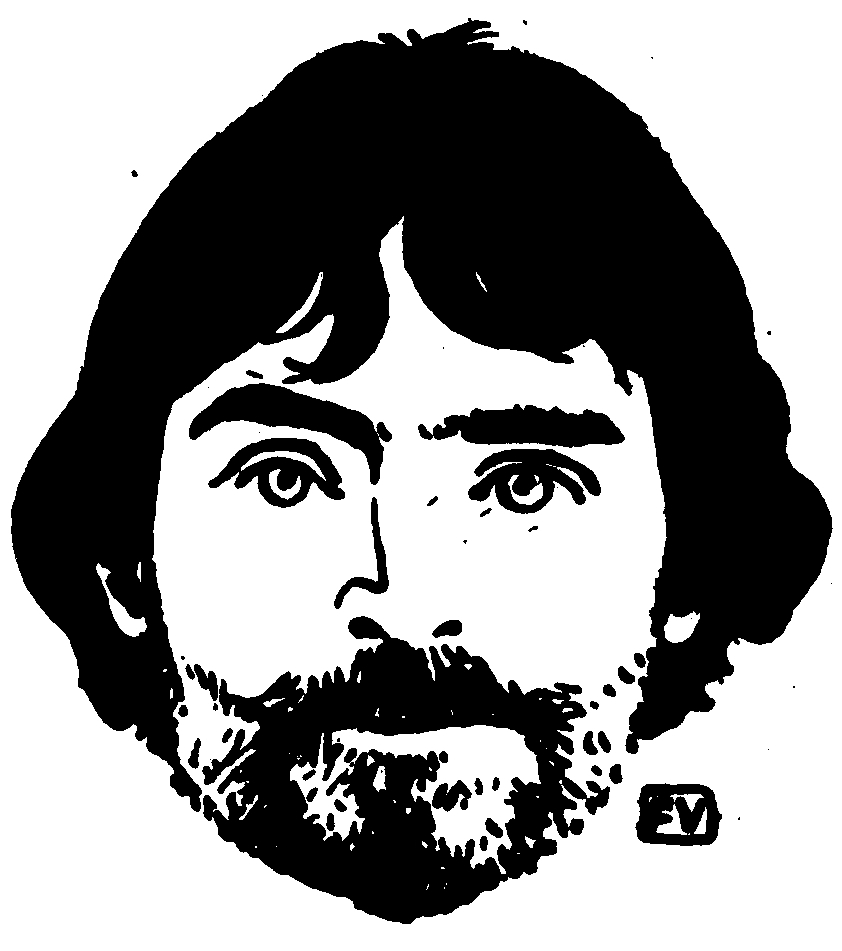
Portret van Saint-Pol-Roux door Félix Vallotton
gepubliceerd in "Le livre des masques" van Remy de Gourmont (1898).

Na een korte terugkeer naar Parijs verliet Saint-Pol-Roux in 1898 de hoofdstad definitief. Hij verafschuwde Parijs, wegens de arrogantie van de literaire kritiek. 
Hij vestigde zich met zijn gezin in Roscanvel in de Finistère in Bretagne. Daar werd in 1898 hun dochter Divine geboren.  
Van bij het begin van zijn verblijf in de Finistère was Saint-Pol-Roux volledig betrokken bij lokale gemeenschap. Hij schreef  regelmatig dagblad "La Dépêche de Brest". Van 1909 tot 1939 zou Saint-Pol-Roux gedurende dertig jaar als dichter de verheerlijking van Bretagne uitdragen.
Naast zijn inkomsten uit de journalistiek kon hij leven van royalty's die had verkregen met het anoniem schrijven van het libretto van de opera "Louise" voor Gustave Charpentier.
Opmerkelijk was zijn bewondering voor Sarah Bernhardt die in 1907 Brest bezocht. Saint-Pol-Roux zou zijn gedicht "Pélerinage de Sainte-Anne" aan haar opdragen.
In 1903 kocht hij een vissershuis met uitzicht op de oceaan, in de buurt van Camaret-sur-Mer, boven het strand van Pen-Had, aan de weg naar Pointe de Pen-Hir. Hij transformeerde het tot een landgoed met acht torentjes en noemde de residentie “Manoir du Boultous". Dat jaar trouwde hij officieel met Amelie, met wie hij reeds lang samen woonde. 
Nadat zijn zijn zoon Cœcilian in 1914 gesneuveld was in de slag bij Verdun, werd de naam van het landgoed gewijzigd in "Manoir de Coecilian".
Zijn echtgenote Amélie leed zwaar onder het overlijden van hun zoon, met fatale gevolgen voor haar gezondheid. Zij stief op 4 november 1923.
Op dit landgoed ontving hij veel kunstenaars en schrijvers zoals André Antoine, Victor Segalen, Alfred Vallette, Max Jacob, André Breton, Louis-Ferdinand Céline en, in 1932, Jean Moulin, destijds adjunct-prefect van Châteaulin. 
De surrealistische beweging beschouwde hem als een voorloper. In 1925 noemde  André Breton hem "de enige authentieke voorloper van de moderne beweging".
In 1937 werd Saint-Pol-Roux lid van de Franse prestieuse Académie Mallarmé, waarvan hij een van de stichters was.

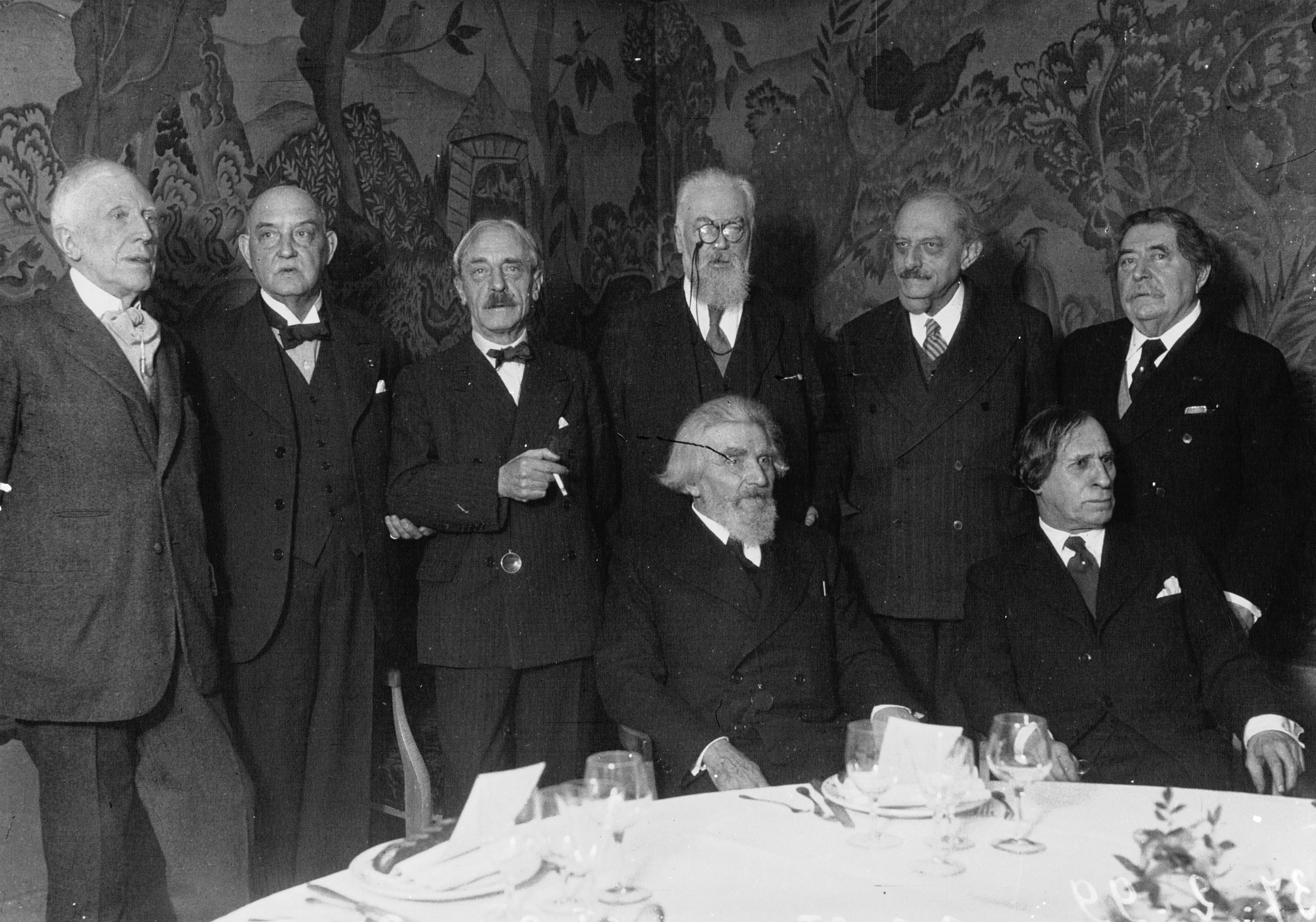
Academie Mallarmé 1937

### De aanval van 23 juni 1940 op het landhuis van Cœcilian
In de nacht van 24 juni, vier dagen na de bezetting door de Duitse troepen van het schiereiland Crozon, werd het landhuis van Cœcilian het voorwerp van een gruwelijke tragedie. Een dronken Duitse soldaat viel het landhuis binnen, schoot een kogel af die het scheenbeen van Divine verbrijzelde, probeerde Saint-Pol-Roux te vermoorden, maar doodde de dienstmeid Rose Bruteller, die probeerde tussen te komen, met drie kogels in de mond.  
Saint-Pol-Roux raakte gewond maar overleefde de tragedie door het feit dat de Duitse soldaat op de vlucht sloeg uit schrik voor de hond.
Nog dezelfde dag werd de dader gearresteerd door de Duitse militaire autoriteiten. Hij werd berecht door de krijgsraad van Brest, ter dood veroordeeld en gefusilleerd.

### De dood van Saint-Pol-Roux
Saint-Pol-Roux leed zwaar onder de dood van de dienstmeid Rose en het lijden van zijn dochter, die een zware behandeling met risico op amputatie van het been voor de boeg had. 
In oktober, toen hij en Divine nog steeds behandeld werden in het ziekenhuis in Brest, werd het landhuis opnieuw geplunderd. De kamers, en in het bijzonder zijn slaapkamer en zijn studeerkamer, verkeerden in de grootste wanorde. Een aantal manuscripten van verschillende werken waaraan Saint-Pol-Roux jarenlang had gewerkt, waren verscheurd, andere verbrand. Toen hij de ramp zag, besefte hij dat het onmogelijk zou zijn het werk te reconstrueren en viel ten prooi aan een enorme wanhoop. 
Hij kreeg een aanval van uremie en werd op 13 oktober naar het ziekenhuis van Brest gebracht. Daar overleed de "Magiër van Camaret" op 18 oktober 1940.

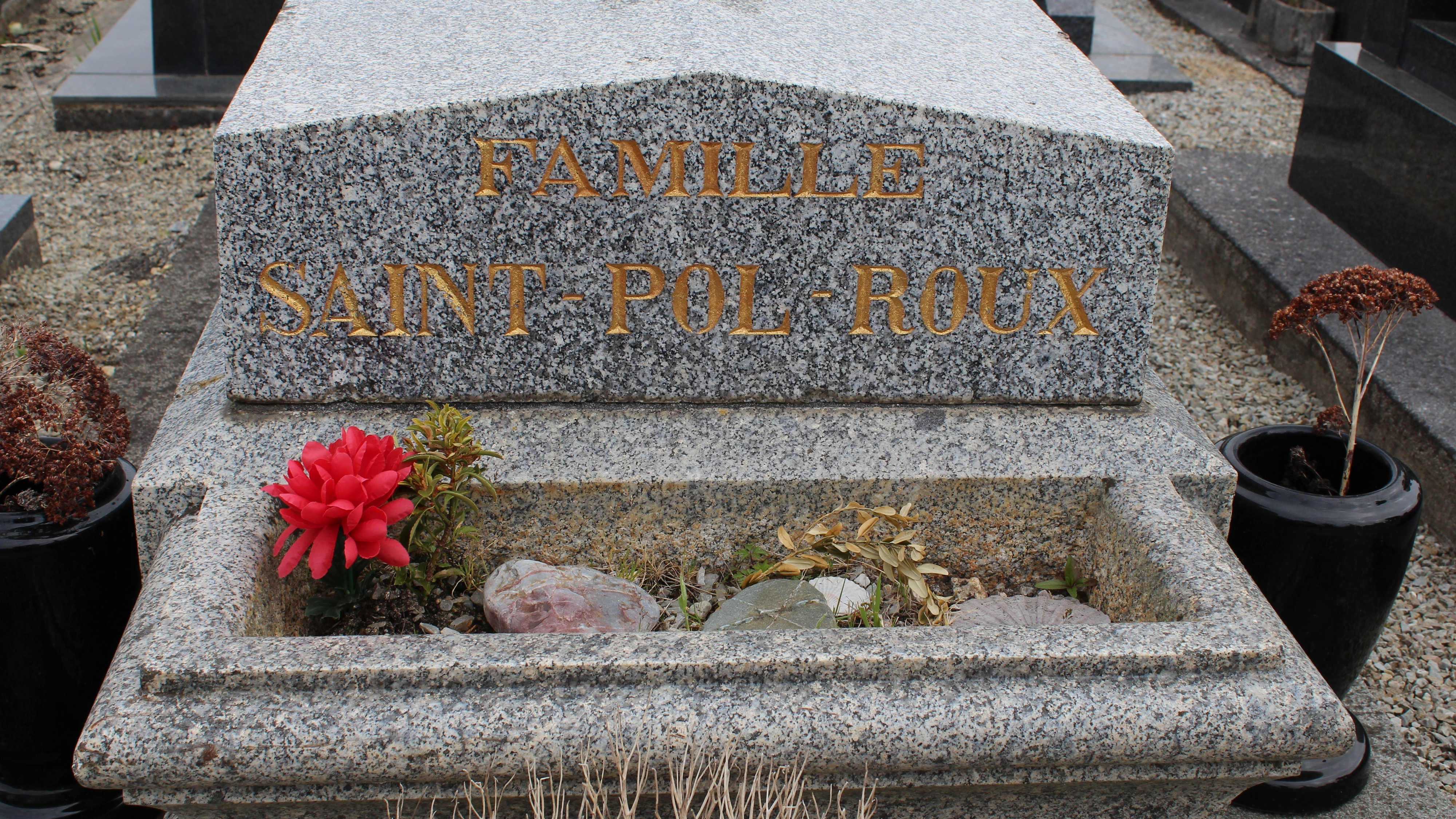
Begraafplaats van Camaret-sur-Mer, groep B, derde rang

### Het graf van Saint-Pol-Roux op de begraafplaats Camaret
Saint-Pol-Roux werd begraven naast zijn vrouw Amélie (1869-1923) en zijn dochter Divine (1898-1985). Hij kreeg een druk bijgewoonde Bretoense uitvaartplechtigheid waarbij zijn kist werd gedragen door kreeftenvissers.

## Ruïnes van het landhuis Saint-Pol-Roux
De ruïnes van het landhuis Saint-Pol-Roux liggen dicht bij de rijen menhirs van Lagatjar, net boven het strand van Pen Hat, bij Camaret-sur-Mer. 
Het gebouw bestond uit twee vierkante paviljoenen, elk geflankeerd door vier torens. De paviljoenen waren met elkaar waren verbonden door een lager centraal woongedeelte. De ruwbouw was gemaakt uit breuksteen en cement en de omlijsting van de traveeën in baksteen. 
Na de dood van Saint-Pol-Roux werd het landhuis door de Duitse bezetter ingenomen en in 1944 werd het meerdere malen gebombardeerd door geallieerde vliegtuigen. Het brandde volledig af op 11 september 1944, zeven dagen voor de bevrijding van Camaret.
Bij het begin van de 21e eeuw zijn er nog slechts enkele overblijfselen van deze woning merkbaar.

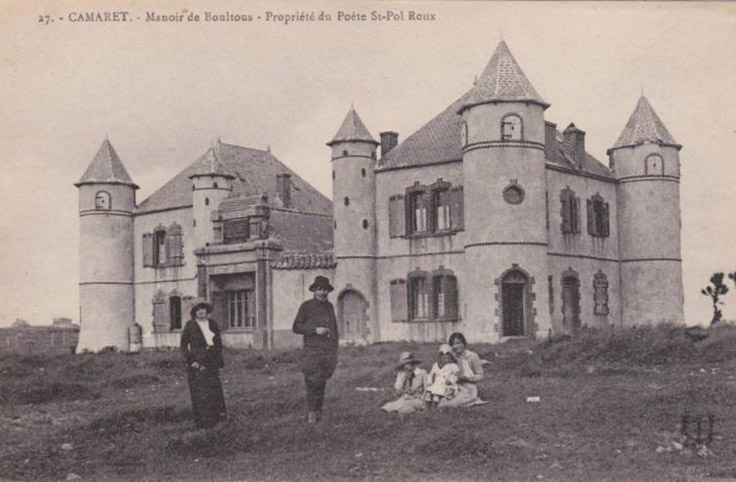
Landhuis Coecilian voor de oorlog
- Landhuis Coecilian in ruïne
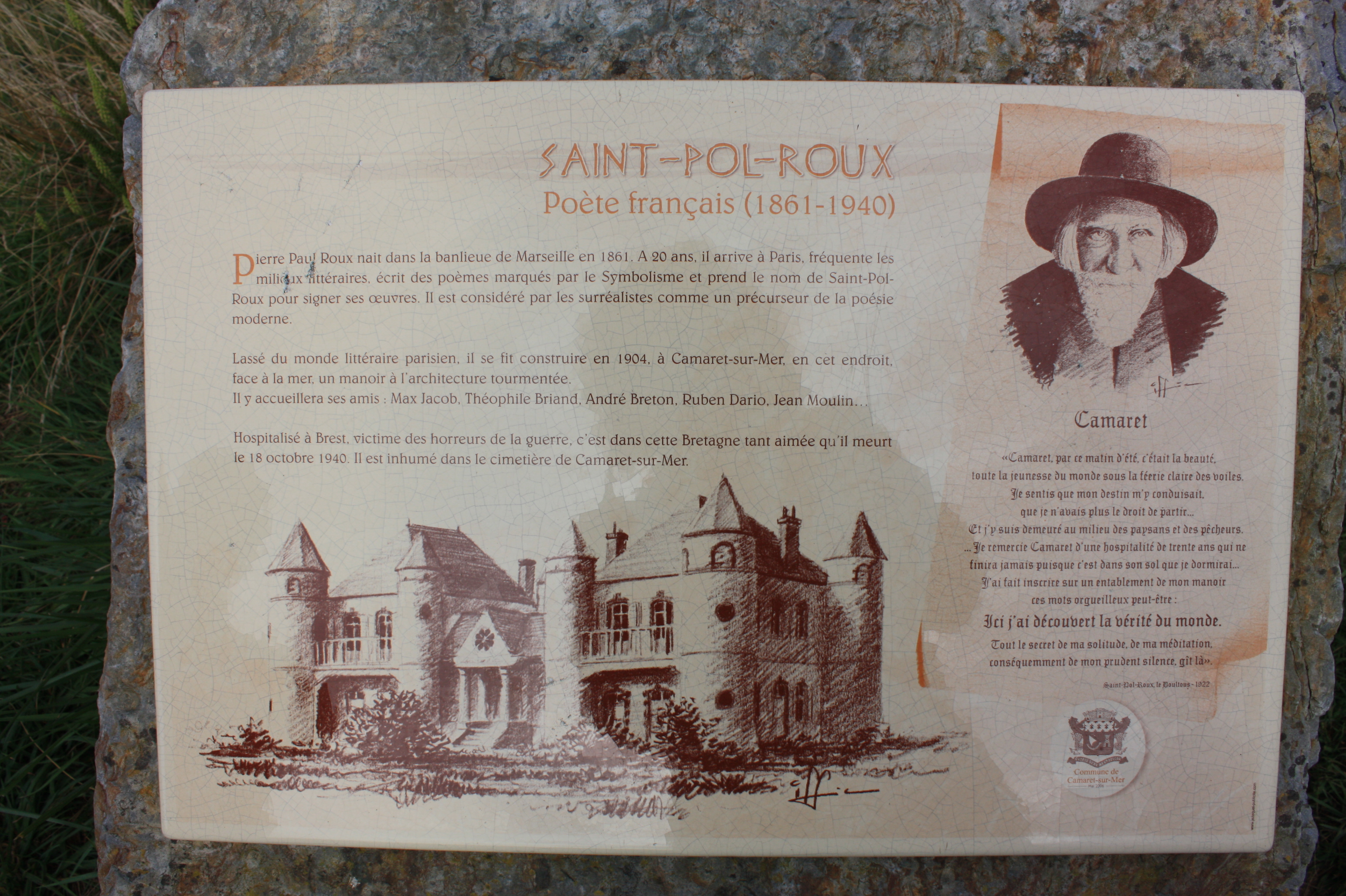
Toeristische brochure
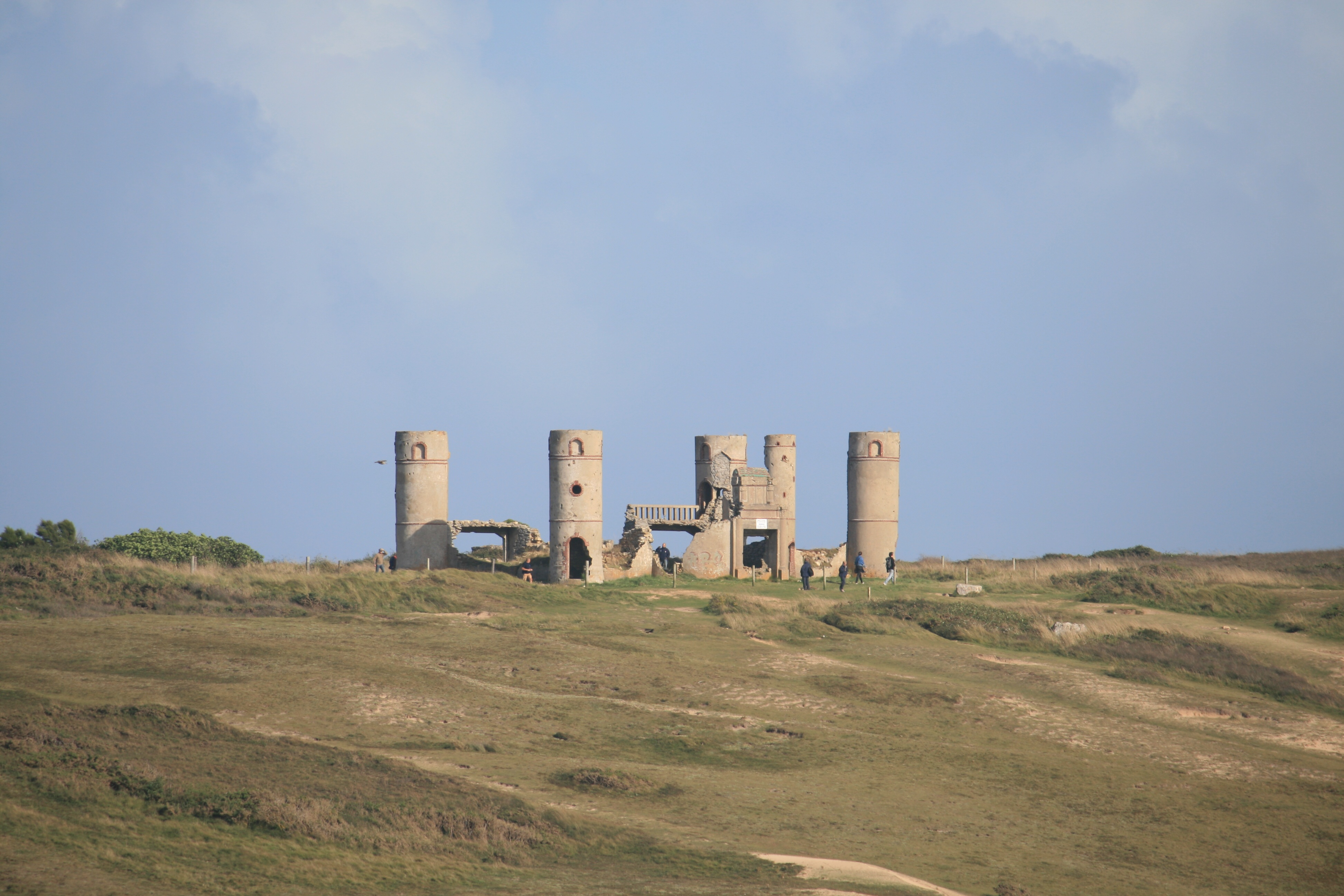
Ruïnes
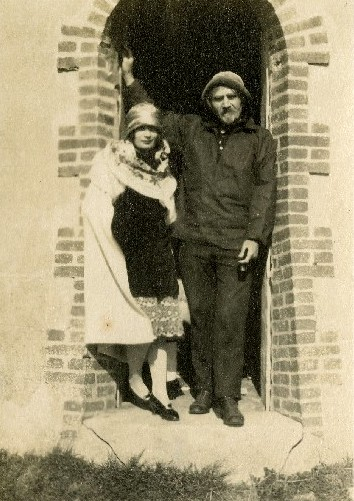
Saint-Pol-Roux en dochter Divine in 1924
- Dichtbundel "Bretagne est Univers"

## Het werk van Saint-Pol-Roux
Als  symbolistisch schrijver was het zijn droom om een perfect werk te maken dat op alle zintuigen inwerkte. Saint-Pol-Roux raakte daarom tijdens zijn jaren in Parijs geïnteresseerd in het genre theater en opera. Aan het eind van zijn leven was hij verbaasd over de artistieke mogelijkheden van de film. 
Saint-Pol-Roux lanceerde het idee van “ideorealisme", een verlangen naar een artistieke fusie tussen de echte wereld en de wereld van de verbeelding, in een neoplatonisch perspectief. De schoonheid die in de echte wereld verloren ging moest door de dichter onthuld worden.

## Eerbetoon
- Vanaf de Bevrijding probeerde zijn dochter Divine te voorkomen dat het werk van haar vader in de vergetelheid raakte.
- Saint-Pol-Roux gaf zijn naam aan een college in Brest[11] en aan straten in de gemeenten Brest (29200), Crozon-Morgat (29160) en Guyancourt (78280).
- In 1968 werd een postzegel met zijn afbeelding uitgegeven
- In 1990 werd Saint-Pol-Roux ter gelegenheid van zijn vijftig jaar overlijden herdacht door Jean-Pierre Rosnay in de ruïnes van het landhuis van Cœcilian.[12]
- In 1990 nam Marc. Eemans het initiatief voor een reeks activiteiten rond de herdenking van de vijftigste verjaardag van het overlijden Saint-Pol-Roux rond het huis in Saint-Hubert waar deze laatste twee jaar gewoond had.[13] Hij beschouwde Saint-Pol-Roux, net als zichtzelf, als een volgeling van het Tweede Manifest van André Breton. Zijn initiatieven bestonden uit het aanbrengen van een plaquette aan het huis, een gedenksteen,[14] een "Symbolistisch Documentatiecentrum" met de naam "Saint-Pol-Roux kabinet" in het cultureel centrum Redouté, een colloquium en de uitgifte van een pamflet onder de naam van René Rougerie, de uitgever van Saint-Pol-Roux.[15] Gezien de rol van Eemans als verregaand culturele collaborateur tijdens de bezetting en gezien Saint-Pol-Roux net als oorlogsslachtoffer bekend stond, leidde dit tot felle protesten in de culturele wereld, met een internationale protestbrief "Saint-Pol-Roux assassiné" als sluitstuk. Deze protestbrief uit 1991 werd ondertekend door een 70-tal mensen uit de kunstwereld, waaronder Pierre Alechinsky, Philip Jones, Tom Gutt en Xavier Canonne.[16]

- In september 2009 werd de "Vereniging van Vrienden van Saint-Pol-Roux" opgericht, met als doel het leven en werk van de dichter beter bekend te maken. Sinds 2015 verschijnt er jaarlijks een nieuwsbrief. In januari 2019 lanceerde de vereniging een petitie om de ruïnes van het Manoir de Cœcilian te redden, waarvoor bijna 4.000 handtekeningen werden verzameld.[17]

- In augustus 2010 vierde de stad Camaret “zijn dichter" gedurende drie dagen.[18]
- Elke zomer organiseert de vereniging "Des Mots Dans Les Nuages" [19] een festival in Camaret, waarbij gedichten van Saint-Pol-Roux worden uitgevoerd.[12]
- Saint-Pol-Roux wordt door een van de personages in de roman "De purs hommes" van de Senegalese auteur Mohamed Mbougar Sarr uit 2018 vermeld als een belangrijke dichter van de Franse symbolistische poëzie.
- Marie Limoujoux 2021 heeft vliegers gemaakt waarop verzen van Saint Pol Roux werden aangebracht en liet die vliegen boven de ruïnes van Camaret.[20]

## Oeuvre

##### Onder de naam Paul Roux
- Maman!, Ollendorff, 1883
- Garçon d'honneur, Ollendorff, 1883
- Le Poète, Ghio, 1883
- Un drôle de mort, Ghio, 1884
- Rêve de duchesse, Ghio, 1884
- La Ferme, Ghio, 1886

Onder de naam Saint-Pol-Roux
- Bouc émissaire, s.n., 1889
- L'âme noire du prieur blanc, Mercure de France 1893
- Les Reposoirs de la procession, vol 1., Mercure de France, 1893
- L'Épilogue des saisons humaines, Mercure de France 1893
- La Dame à la faulx, Mercure de France, 1899
- Les Reposoirs de la procession, vol. I: La Rose et les épines du chemin, Mercure de France, 1901
- Anciennetés, Mercure de France, 1903
- Les Reposoirs de la procession, vol. II: De la colombe au corbeau par le paon, Mercure de France, 1904
- Les Reposoirs de la procession, vol. III: Les Féeries intérieures, Mercure de France, 1907
- Les Fééries intérieures, 1907
- La Mort du Berger, Broulet, Brest, 1938, 69 p.
- La Supplique du Christ, 1939.

##### Postume uitgaven
- Bretagne est univers, Broulet, Brest, 1941
- Florilège Saint-Pol-Roux, L'Amitié par le Livre, 1943
- Anciennetés, Seuil, 1946
- L'Ancienne à la coiffe innombrable, Éd. du Fleuve, Nantes, 1946
- Août, Broder, 1958
- Saint-Pol-Roux "Les plus belles pages", Mercure de France, 1966
- Le Trésor de l'homme, Ed. Rougerie, Mortemart, 1970
- La Répoétique, Ed. Rougerie, Mortemart, 1971
- Cinéma vivant, , Ed. Rougerie, Mortemart, 1972
- Vitesse, Ed. Rougerie, Mortemart, 1973
- Les Traditions de l'avenir, Ed. Rougerie, Mortemart, 1974
- Saint-Pol-Roux / Victor Segalen, Correspondance, Ed. Rougerie, Mortemart, 1975
- La Transfiguration de la guerre, Ed. Rougerie, Mortemart, 1976
- Genèses, Ed. Rougerie, Mortemart, 1976
- La Randonnée, Ed. Rougerie, Mortemart, 1977
- De l'art magnifique, Ed. Rougerie, Mortemart, 1978
- La Dame à la faulx, Ed. Rougerie, Mortemart, 1979
- Les Reposoirs de la procession, vol. I: La Rose et les épines du chemin, Ed. Rougerie, Mortemart, 1980
- Les Reposoirs de la procession, vol. II: De la colombe au corbeau par le paon, Ed. Rougerie, Mortemart, 1980
- Les Reposoirs de la procession, vol. III: Les Féeries intérieures, Ed. Rougerie, Mortemart, 1981
- Le Tragique dans l'homme, vol.I: Les Personnages de l'individu, Les Saisons humaines, Tristan la Vie, Ed. Rougerie, Mortemart, 1983
- Le Tragique dans l'homme, vol. II: Monodrames, L'Âme noire du prieur blanc, Fumier, Ed. Rougerie, Mortemart, 1984
- Tablettes. 1885-1895, Ed. Rougerie, Mortemart, 1986
- Idéoréalités. 1895-1914, Ed. Rougerie, Mortemart, 1987
- Glorifications. 1914-1930, Ed. Rougerie, Mortemart, 1992
- Vendanges, Ed. Rougerie, Mortemart, 1993
- La Besace du solitaire, Ed. Rougerie, Montemart, 2000
- Saint Nicolas des Ardennes (tekeningen Renaud Perrin), fragmenten van "Les Reposoirs de la procession III", Passage Piétons, 2001
- Les ombres tutélaires, Ed. Rougerie, Montemart, 2005
- Litanies de la Mer, Ed. Rougerie, Montemart, 2010
- Sabalkazin ou la punition du sorcier (komische opera in 6 bedrijven), Société des Amis de Saint-Pol-Roux, Bulletin des Amis de Saint-Pol-Roux, n° 5-6,  ISBN 9791095498001
- Saint-Pol-Roux collaborateur de la Dépêche de Brest, Société des amis de Saint-Pol-Roux, Bulletin des Amis de Saint-Pol-Roux, n° 9-10,  ISBN 9791095498049
- L'hôtel de Camaret (met afbeelding van Loïc Le Groumellec), Éditions de la Canopée
- Raphaëlo le pèlerin (drama in drie bedrijven en een proloog), Ana Orozco, Société des amis de Saint-Pol-Roux, Bulletin des Amis de Saint-Pol-Roux, n° 11-12,  ISBN 9791095498056
- Ainsi parlait Saint-Pol-Roux, Jacques Goorma, Arfuyen, coll. "Ainsi parlait" n° 33, 2022 ISBN 9782845903272
- Uitgaven in het Duits: Verlag Rolf A. Burkart, Berlin: ISBN 3923931255 en andere